# 北大路翼
北大路 翼（きたおおじ つばさ、1978年5月14日  - ）は、神奈川県横浜市出身の俳人。

## 経歴
小学生5年生のとき、種田山頭火を知り自由律俳句を制作。横浜高校にて教諭であった今井聖に出会い有季定型の句に開眼。1996年、今井主宰の「街」創刊入会。青山学院大学卒業後、風俗情報誌の出版社を半年で退職しフリーターとなる。その期間は、岩佐なをや柴田千晶とともに詩誌「ERECTION」の創刊に参加したり、今井聖がシナリオ作家でもあった縁から「週刊漫画」などで成年向け漫画の原作を執筆したりした。25歳で俳句出版社に入社。20代半ば、会田誠、加藤好弘らと出会い俳人としてパフォーマンスに参加。2009年、邑書林のアンソロジー『新撰21』100句入集。
2011年、新宿歌舞伎町にて石丸元章と出会い「屍派」を結成。同年、パーティーで知り合った編集者に誘われて短歌雑誌の編集部に入る。2012年、歌舞伎町の芸術公民館を会田誠から譲り受け「砂の城」に改称。2015年、歌舞伎町を舞台に詠んだ2万句あまりから2000ほどの句を選び第一句集『天使の涎』（邑書林）を上梓。装画は新井英樹。2016年、この句集で第7回田中裕明賞を受賞した。昼は会社員として勤めつつ、「砂の城」を拠点に「屍派」を束ねる。弟子に谷雄介などがいる。また、佐藤文香は北大路を裏師匠と呼んで敬愛している。

## 作風
歌舞伎町を舞台とした露悪的で猥雑な句風を特色とし、「屍派」に集う俳人たちもその句風を踏襲しているため、メディアには「アウトロー俳句」と称される。メディアに紹介されるときに自由律俳句と呼ばれることもあるが誤りで、完全な有季定型の俳人である。ただし必ずしも季語にとらわれず、季節感を思わせる「季感」があれば良いとしている。師系としては加藤楸邨の系譜に連なり、「人間探求派」の流れをくむ。

## 著書
- 『天使の涎』（第一句集、2015年5月、邑書林）ISBN 978-4897097770
- 『時の瘡蓋』（第二句集、2017年4月、ふらんす堂）ISBN 978-4781409672
- 『アウトロー俳句 新宿歌舞伎町俳句一家「屍派」』（編著、2017年12月、河出書房新社）ISBN 978-4309026411
- 『生き抜くための俳句塾』（2019年3月、左右社）ISBN 978-4865282214
- 『廃人』（2019年11月、春陽堂書店）ISBN 978-4394990000
- 『見えない傷』（第三句集、2020年6月、春陽堂書店）ISBN 978-4394990024
- 『加藤楸邨の百句』（2020年9月、ふらんす堂）ISBN  978-4781413167
- 『流砂譚』（第四句集、2023年4月、邑書林）ISBN  978-4897099354
- 『給食のをばさん』（第五句集、2025年6月、KADOKAWA）ISBN  978-4048846547

## 出演
- ヤーヌス（テレビ朝日、2016年4月3日）
- ハートネットTV（NHK教育、2017年1月31日）
- ABChanZoo（テレビ東京、2018年3月3日）
- ネクストブレイク なんでこんな本出しちゃったんですか？（日本テレビ、2018年4月18日）
- 月曜から夜ふかし（日本テレビ、2018年9月24日）
- 新shock感（テレビ東京、2018年10月7日）
- EXD44（テレビ朝日、2019年2月3日）
- ラストトーキョー　“はぐれ者”たちの新宿・歌舞伎町（NHK、2019年7月28日）
- 激レアさんを連れてきた。（テレビ朝日、2019年8月31日）
- 林修のニッポンドリル（フジテレビ、2020年3月18日）